# 아기부 카마라
아기부 카마라(프랑스어: Aguibou Camara, 2001년 5월 20일 ~ )는 기니의 프로 축구 선수로, 수페르리가 엘라다의 아트로미토스에서 공격형 미드필더 혹은 윙어로 활약하고 있으며, 올림피아코스에서 임대되어 기니 축구 국가대표팀에서 활약하고 있다.

## 구단 경력
2019년 3월 29일 카마라는 프랑스 클럽 릴과 첫 프로 계약을 체결하고 5년간 계약을 체결했다. 그는 2021년 2월 10일 디종과의 쿠프 드 프랑스 경기에서 프로 데뷔 전을 치렀고, 경기 15분에 득점을 기록했다.
2021년 7월 13일, 그는 올림피아코스에 합류했다. 20살의 이 선수는 여름에 릴에서 그리스의 거물들과 합류했는데, 리그 1 우승팀에서 단 한 번만 뛰었다. 기니 국가대표 선수는 페드로 마르틴스의 계획에 빠르게 뛰어들었다. 2021년 8월 6일, 그는 PFC 루도고레츠 라즈그라드와의 2021-22년 UEFA 챔피언스리그 3차 예선과 플레이오프 첫 경기에서 후반 교체로 출전해 클럽에서의 첫 골을 넣었고, 올림피아코스가 카라이스카키 스타디움에서의 전체적인 패배를 피할 수 있도록 도왔다. 2021년 10월 17일, 그는 2-1로 이긴 PAS 야니나와의 원정 경기에서 득점포를 가동했고, 일주일 후, 라이벌 P.A.O.K.와의 2-1 홈 더비 경기에서 득점포를 가동하며 경기의 주인공이 되었다. 11월 21일, 그는 3-2로 승리한 라이벌 AEK와의 원정 경기에서 득점포를 가동했다. 2022년 2월 6일, 그는 3-0으로 이긴 이오니코스와의 원정 경기에서 득점포를 가동했다.

## 국가대표팀 경력
2019년 아프리카 U-23 네이션스컵 경기에 기니 U-20 국가대표팀으로 선발된 카마라는 청소년 국가대표팀의 일원으로 출전했다. 2019년 10월 12일, 1-0으로 패한 코모로와의 친선 경기에서 기니 축구 국가대표팀 데뷔 전을 치렀다. 2021년 12월 21일, 그는 2021년 아프리카 네이션스컵에 소집되었다.
2023년 6월, 그는 모로코에서 개최된 2023년 아프리카 U-23 네이션스컵에 참가하는 기니 U-23 국가대표팀의 최종 명단에 포함되었고 , 기니는 4위를 차지했다.